# Долний Кот
Долний Кот (словен. Dolnji Kot) — поселення в общині Жужемберк, регіон Південно-Східна Словенія, Словенія. Висота над рівнем моря: 203,7 м.